# دنیس یانچوک
دنیس یانچوک (انگلیسی: Denys Yanchuk؛ زادهٔ ۱۴ اوت ۱۹۸۸) بازیکن فوتبال اهل اوکراین است.